# Samuel Colt

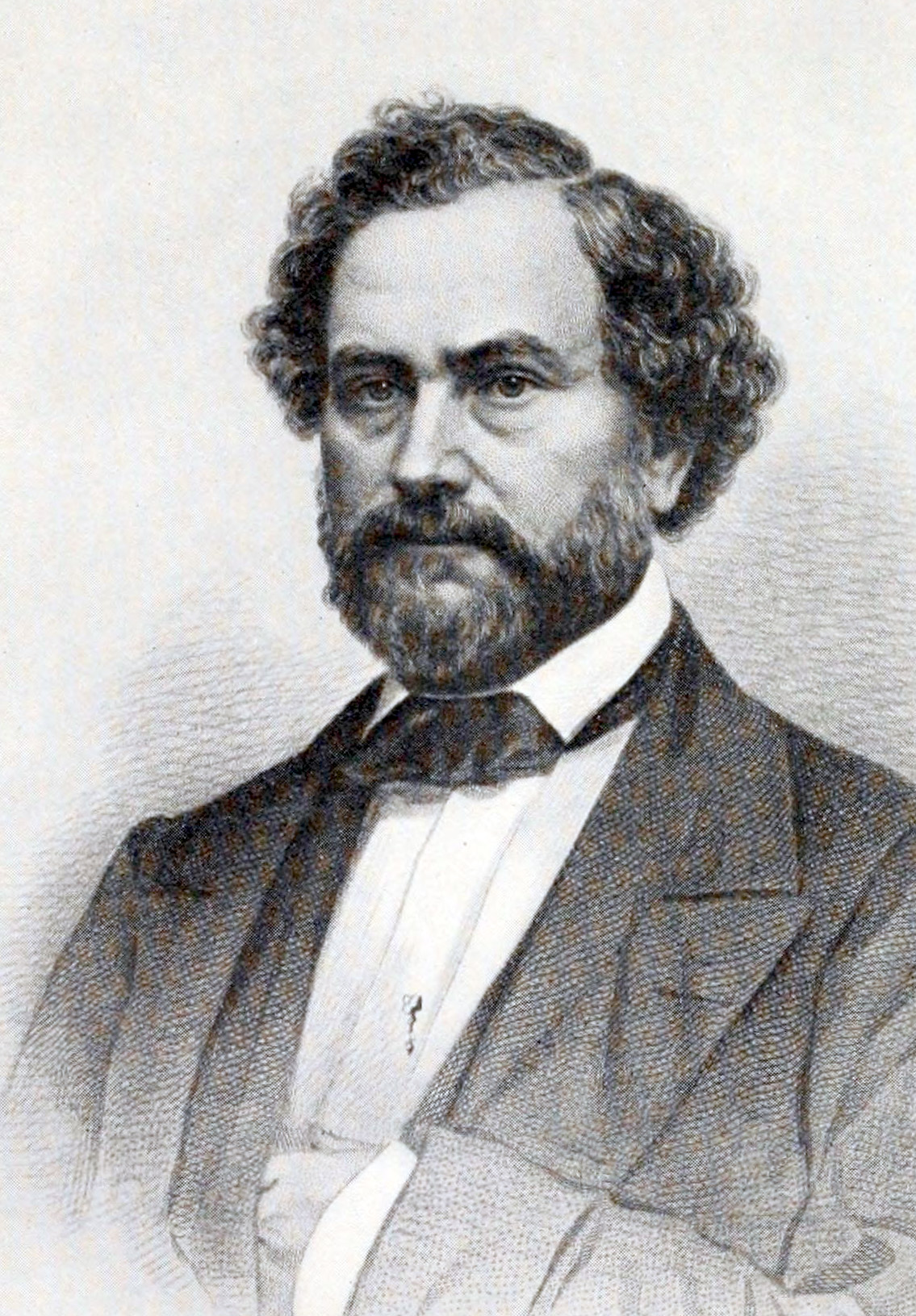
Samuel Colt, 1857

Samuel Colt (* 19. Juli 1814 in Hartford, Connecticut; † 10. Januar 1862 ebenda) war ein US-amerikanischer Erfinder und Waffenhersteller. Er gilt als der Entwickler des ersten industriell hergestellten Trommelrevolvers. Seine Revolver-Konstruktion geht auf die Entwicklungen und Patente von Elisha Collier (Collier-Revolver), Artemus Wheeler (Perkussionsrevolver) und Cornelius Coolidge aus Boston zurück.

## Leben
Samuel Colt war der Sohn von Christopher Colt (1777–1850) und  Sarah Colt (geborene  Caldwell). Bereits mit 16 Jahren begeisterte er sich bei einer Fahrt mit einem Segelschiff von Boston nach Kalkutta an der revolutionären Idee eines Revolvers. Er schnitzte sich ein sechsschüssiges Modell aus Holz. Sein Vater finanzierte daraufhin zwei Prototypen, die jedoch beide nicht richtig funktionierten.
Colt erhielt am 25. Februar 1836 das US-Patent mit der Nummer 9.430X für seine Revolverkonstruktion und stellte im selben Jahre erste Prototypen her. Der Begriff „Colt“ wird häufig synonym für „Revolver“ verwendet, was aber unzutreffend und missverständlich ist, da die Firma Colt seit 100 Jahren in großer Zahl das bekannte Pistolenmodell Colt M1911, aber auch militärische Sturmgewehre (wie das M16) fertigt. Seine Colt Paterson Revolver verkauften sich schlecht im Osten der Vereinigten Staaten, wo sie hergestellt wurden, fanden aber in der Republik Texas viele Käufer. Mit dem Anfang des Krieges mit Mexiko 1845 konnten die Texas Rangers die US-Regierung überzeugen, eine größere Lieferung von Colt Revolvern erstmals sicherzustellen. Damit wurde Samuel Colts Fabrik, die Patent Firearms Manufacturing Company, aus der Insolvenz gehoben.
Eine andere Erfindung Colts war ein elektrischer Unterwasserzünder. Bei dem Versuch der Vermarktung traf Samuel Colt auf Samuel Morse. Die beiden wurden Freunde und ersuchten die Regierung um Mittel. Colts wasserfestes Kabel wurde nachgefragt, als Morse die Telegrafenleitungen unter Seen, Flüssen und Buchten zu verlegen begann, und besonders, als es galt, den Atlantischen Ozean zu überwinden.
Nachdem die beantragten Mittel gegen Ende 1841 durch den Kongress, vor dem Hintergrund der wachsenden Spannungen mit Großbritannien, bewilligt wurden, begann Samuel Colt seine Entwicklungen der Unterwasserminen zu zeigen. Im Jahre 1842 gelang es ihm, ein bewegliches Schiff zu zerstören, zur Zufriedenheit der United States Navy und des Präsidenten James K. Polk. Jedoch hielt eine starke Opposition von John Quincy Adams, der Colt persönlich nicht mochte, das Projekt auf. Daraufhin konzentrierte sich Colt auf die Herstellung seines Unterwasserkabels. Colt wurden $50 pro Meile bezahlt.
Samuel Colt war auch einer der Ersten, die bei der Fertigung konsequent Werkzeugmaschinen einsetzen und die industrielle Massenproduktion einführten (lange vor Henry Ford), da er schon ab 1848 in der Produktion von Colt-Perkussionsrevolvern das „System der austauschbaren Teile“ verwendete.
Erfunden wurde dieses System um 1750 von dem französischen Waffenschmied Honoré Blanc. Da es aber unter den französischen Waffenschmieden auf starken Widerstand stieß, die ihre Zunft in Gefahr sahen, konnte es sich in Frankreich zu dieser Zeit nicht durchsetzen. Angeblich soll Thomas Jefferson, der sich zu dieser Zeit in Frankreich befand, aber die Genialität dieser Fertigungsmethode erkannt und die Idee mit nach Amerika gebracht haben, wo er die Verbreitung des Austauschbaus unterstützte. So vergab er um 1800 an den amerikanischen Erfinder Eli Whitney den Auftrag, 15.000 Gewehre mit dem System des Austauschbaus innerhalb von drei Jahren herzustellen. Eli Whitney brauchte aber insgesamt acht Jahre, um dieses System zu verfeinern und die geeigneten Fertigungsmaschinen zu entwickeln, um die 15.000 Gewehre zu liefern. Als die 15.000 Gewehre ausgeliefert waren und das System des Austauschbaus eingerichtet war, benötigte er nur noch ein weiteres Jahr, um weitere 10.000 Gewehre herzustellen. Von weiteren Amerikanern wie Samuel Colt und Henry Ford wurde das System des Austauschbaus und der Massenproduktion weiterentwickelt.
Samuel Colt starb mit nur 47 Jahren in seinem Heimatort Hartford.